# Nils Eriksson (språkvetare)
Nils Elis Gunnar Eriksson, född 2 juni 1907 i Örebro, död 19 oktober 1981 i Malmö, var en svensk språkvetare. Han var gift med Ingrid Brynolf.
Efter studentexamen i Lund 1926 blev Eriksson filosofie magister där 1929, filosofie licentiat 1932 och filosofie doktor 1934. Han gjorde provår i Lund 1932–1933, var extra lärare vid högre allmänna läroverket för gossar i Malmö (sedermera Malmö latinskola) 1933–1935, timlärare vid Tekla Åbergs högre läroverk för flickor i Malmö 1934–1935, lektor i latin vid högre allmänna läroverket i Umeå från 1935, rektor där 1950–1963 och vid Malmö latinskola från 1963.
Eriksson var hemvärnsområdesbefäl i Umeå 1941–1945 och kretshemvärnschef från 1946. Han var styrelseledamot i Skånska gillet i Umeå 1937–1947, styrelsesuppleant i Pedagogiska sällskapet där 1938–1941, vice ordförande från 1942, ordförande i Umeå hemvärnsförening från 1941, styrelseledamot i Västerbottens läns hembygdsförbund från samma år, ordförande från 1943, styrelseledamot i Hemvärnets stridsskolas Kamratförening 1944–1945, ordförande i umeåavdelningen av Läroverkslärarnas Riksförbund (LR) från 1942, deputeradesuppleant i LR från samma år, styrelseledamot i Västerbottens befälsutbildningsförbund från 1946, ledamot av styrelsen för Umeå kommunala flickskola från 1947, ordförande från 1948, ordförande i Umeå tjänstemannasällskap från 1947, i Umeå humanistiska förbund från samma år samt styrelseledamot och sekreterare i stiftelsen Vetenskapliga Biblioteket i Umeå 1949.
Utöver gradualavhandlingen Studien zu den Annalen des Tacitus skrev Eriksson vetenskapliga och praktisk-pedagogiska skrifter samt artiklar och recensioner i facktidskrifter och umeåpressen. Makarna Brynolf-Eriksson är begravda på Limhamns kyrkogård i Malmö.